# Artūrs Žagars
Artūrs Martins Žagars (Riga, 21 aprile 2000) è un cestista lettone.

## Carriera
Con 17 assist ottenuti nella partita contro la Lituania nell'edizione 2023, detiene il record storico per più assist in una partita dei Campionati del Mondo. Alla fine del Mondiale, viene inserito nel secondo quintetto del torneo. Dopo il Campionato viene messo sotto contratto dal Fenerbahce per poi essere girato in prestito.

## Palmarès

### Squadra
- Campionato turco: 1

Fenerbahçe: 2024-2025
- Coppa di Turchia: 1

Fenerbahçe: 2025
- Eurolega: 1

Fenerbahçe: 2024-2025

### Individuale
- FIBA World Cup All-Tournament Second Teams: 1

2023